# Hrvatski pisci iz BiH, E
- Ešić, Šimo (Breza, Tuzla, 6. veljače 1954.). Pjesnik za djecu, pripovjedač i dramski pisac.